# 马来世界

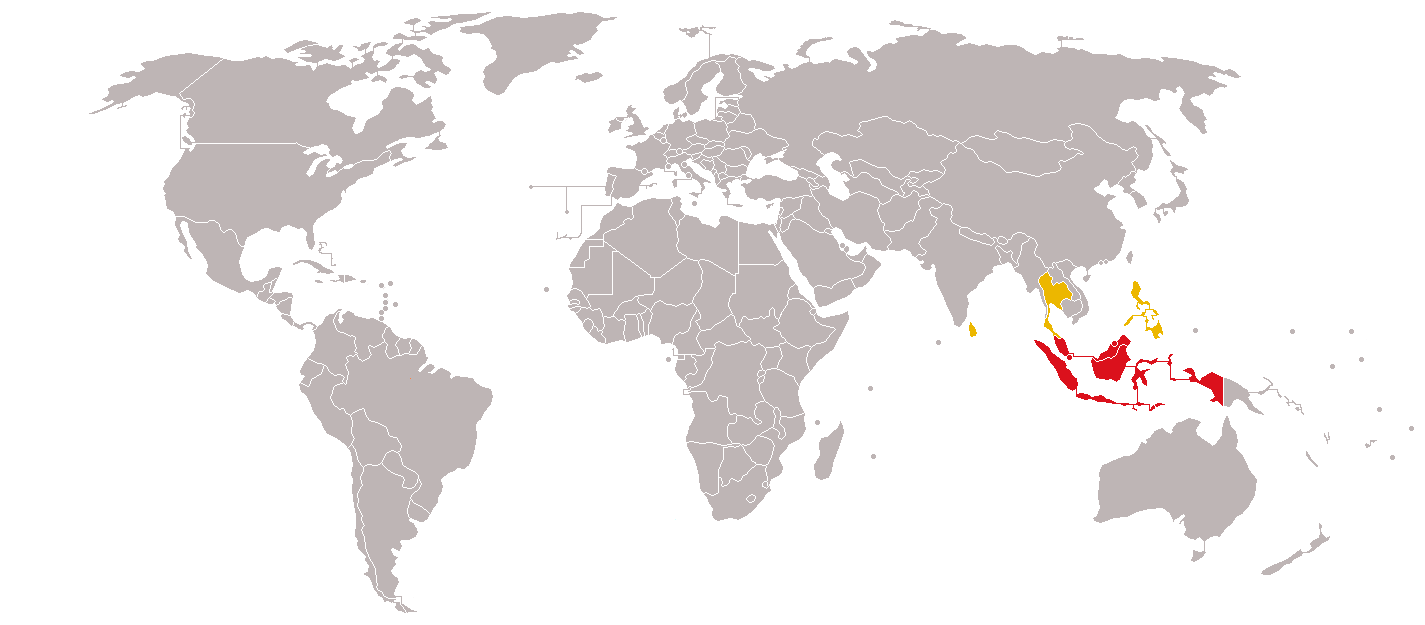

馬來世界（馬來語： 或 ，國際音標：[ma˨˩ laʔ˥ ka˥˥]）是一個種族、語言以及文化上的概念。該詞最先在地理大發現時期由西方人所發明，用以代指受馬來語影響的東南亞。
而在現代，馬來世界廣義上可以與南島民族重疊，其範圍向東最遠可達復活節島，最西可至馬達加斯加。該定義可追溯至18世紀末期，當時的東方主義者發明了馬來人種一詞指稱現代意義的南島民族。而狹義上，馬來世界則指一系列使用馬來語的國家或領土，包括汶萊、印尼、馬來西亞、新加坡和泰南，有時亦可與一些比較中立的詞彙，例如“馬來群島”和“努山达拉”等混用。近來亦有學者將定義進一步收窄，將其定義爲馬來族的故土，主要由一系列歷史上受不同蘇丹統治，並使用不同馬來語群語言的地域組成，包括蘇門答臘島、馬來半島、婆羅洲及其週邊附近的小島。20世紀時期，當時馬來民族主義者爲鼓吹“大印度尼西亞”或“大馬來西亞”，亦有使用馬來世界該概念。 
馬來文化實際上亦對一些馬來世界以外的國家產生重要的影響，最顯著的要數斯里蘭卡和泰國。斯里蘭卡的諸多傳統菜品，例如叄巴醬、椰糖糯米糕以及薑黃飯都源自於馬來群島。 斯里蘭卡的紗籠和巴迪布亦是歷史上與印尼和馬來人接觸的過程中所引入。而泰國菜中亦吸收了不少馬來元素，例如沙嗲。
| 政治實體                | 印度尼西亚       | 马来西亚       | 新加坡       | 文莱           |
| 全銜                    | 印度尼西亚共和国 | 马来西亚联邦   | 新加坡共和国 | 文莱达鲁萨兰国 |
| 國旗                    | 印度尼西亚       | 马来西亚       | 新加坡       | 汶萊           |
| 國徽                    |                  |                |              |                |
| 人口                    | 284,440,000      | 34,158,000     | 5,703,600    | 442,400        |
| 語言標準                | 印尼语           | 马来语         | 马来语       | 马来语         |
| 文字標準                | 印尼文（马来文） | 马来文         | 马来文       | 马来文         |
| 教育部门                | 印尼教育部       | 马来西亚教育部 | 新加坡教育部 | 文莱教育部     |
| 關聯條目                | 印度尼西亚语言   | 马来西亚語言   | 新加坡语言   | 文莱语言       |
| 地圖                    |                  |                |              |                |
| 使用族群主要 分佈行政區 | 普遍使用         | 普遍使用       | 普遍使用     | 普遍使用       |

## 歷史

### 早期概念
马来（Melayu）一詞源自梵文Malaiur 或 Malayadvipa ，可译為「群山之地」，這個詞由古代印度商人所採用，指稱馬來半島。這個名称後來用來指末罗瑜王國，該國在7世紀到13世紀存在於苏门答腊。
葡萄牙歷史學家高丁纽•埃雷迪亚根據當地共有的宗教和文化特徵，發明了“馬來海”（Malayos）一詞來指代馬六甲蘇丹國影響下的地區。該片地（海）域以馬六甲海峽爲中心，北至安達曼海，南至巽他海峽部分，東至中國南海西部，是一個穆斯林世界的國際貿易中心，以馬來語爲通用語。
而另外一個術語，馬來人土地（Tanah Melayu）則在不同的馬來人文字記錄中出現，最早可以追溯到17世紀。馬來族詩史《漢都亞傳》經常出現此詞，通常亦用以指代受馬六甲蘇丹國所影響的地區。早在16世紀，葡萄牙人托梅·皮雷斯亦發明了一個類似的詞語 Terra de Tana Malaio，意指蘇門答臘島的東南部分——末代蘇丹馬末沙在被葡萄牙人擊敗後曾到此地建立了流亡政府。
之後英國人約翰·克勞福在1820年其著作中開始將“馬來人土地”一詞等同於馬來半島。而早在18世紀早期，英語就已經使用馬來亞（Malaya）來稱呼馬來半島。
由於缺乏對應的資料，目前很難追溯馬來世界該詞到底是何時與馬來群島產生聯繫。

### 人種定義
馬來人種該詞最先來自德國人種學家布盧門巴赫的研究。他在原有的四個膚色人種的基礎上，添加另一人種稱為馬來人種，認為這是埃塞俄比亞人種和蒙古人種的子類別，同時將馬里亞納群島、摩鹿加群島、巽他群島、菲律賓、印度支那和太平洋群島的原住民（如大溪地）歸爲該人種類別。布盧門巴赫的命名法，深受殖民時期的馬來語言文化影響。當時馬來語在各蘇丹國佔有特別地位，在17及18世紀的東南亞被視爲是文化人的語言。18世紀的一些歐洲文獻甚至稱“在東方，若一個人不通曉馬來語，此人則不能算是受過教育的人士。”
馬來人種該概念歸根到底是殖民時期的產物，尤其經過西班牙17世紀及英國18世紀以來的鼓吹，更將整個海洋東南亞視爲馬來世界。英國政治家斯坦福·萊佛士在該概念的發展發揮十分重要的作用——他突破歷史傳統，使得“馬來”該詞不再侷限於當時的馬來蘇丹國，而將其投射爲整個人種、民族。

### 領土定義
英國歷史學家理查德·詹姆斯·威克孙習慣使用“國家”（state）一詞指代其時馬來半島上的政治實體，同時以“王國”或“蘇丹國”稱呼歷史上的馬來國家。威克孫筆下的“馬來亞”不單指當時英國治下的馬來半島部分，甚至將北部暹羅統治的部分亦涵蓋進來。除了“印度群島”（the Indian Archipelago），他亦會使用“馬來世界”一詞指涉海洋東南亞。
英國歷史學家理查德·溫斯泰德在其著作《馬來世界地理》（Ilmu Alam Melayu）十分清晰的介紹了該概念的領土含義。其筆下的“馬來世界”分爲四個部分：馬來亞（Tanah Melayu）、英屬婆羅洲、荷屬印尼和菲律賓，並將四者整合一起來介紹其歷史、居民、產物、城市等話題。這種系統性的綜合介紹大大地深化了“馬來世界”的領土含義。
馬來歷史學家 Abdul Hadi Haji Hassan 的著作《馬來世界歷史》（Sejarah Alam Melayu）亦採用了溫斯泰德的思路，將“馬來領土”分爲三個層次：馬來州屬（九個蘇丹州）、英屬馬來亞和馬來世界。

### 馬來民族主義
馬來亞一些早期的文獻會採用一種馬來亞中心主義，將馬來亞視爲整個馬來世界的中心。戰後英屬馬來亞的一些前貴族組織逐漸轉化爲巫統等政黨，其領土認同亦從馬來九個蘇丹國擴展到整個馬來半島。另一方面，作爲平民出身的泛馬來組織马来青年同盟，亦將其想象中的民族故土延伸到整個馬來群島，亦即馬來世界。

## 语言及文化
马来世界最大的语言族群是以南岛语系的马来-波利尼西亚语族为主，包括了爪哇岛的爪哇语；马来西亚、新加坡、文莱以及廖内群岛的马来语（在马来西亚被称为马来西亚语；在印度尼西亚被称为印度尼西亚语）；有些时候菲律宾的他加禄语（被称为菲律宾语）也被归为这个语族中。
约一千年以前，马来世界的主要宗教是一种混合印度教、佛教和原始信仰的宗教，而如今，伊斯兰教是印度尼西亚、文莱、马来西亚、新加坡、泰南和菲南的马来族信奉的主要宗教；东马原住民除了信奉伊斯兰教以外，也信奉基督宗教；基督信仰中的天主教是菲律宾和东帝汶的主要宗教；印度教则是巴厘岛的主要宗教；非马来族群信奉的主要宗教有道教、佛教、基督宗教（基督新教、天主教）、印度教和锡克教等。

## 人文地理学的定义
以人文地理学的概念来说，马来世界是岛屿东南亚以及使用马来-波利尼西亚语族的大陆临海地区的统称，在这个概念之下，马来世界其实与马来群岛是有互换性的关系。
在这个概念中的马来世界指的地区包括马来西亚、菲律宾、印度尼西亚、美拉尼西亚群岛以及波利尼西亚群岛；此外，与马来王国有历史渊源的新加坡也可被列为马来世界。